# Revue des Deux Mondes
Revue des Deux Mondes («Ревю де Дё Монд», с фр. — «Обозрение двух миров» или «Обозрение Старого и Нового света») — французский двухнедельный литературный журнал либерального направления. Издавался в Париже с 1829 по 1944, далее с 1945 под различными названиями и по настоящее время. В XIX веке и в первой половине XX столетия имел наибольший тираж среди всех французских литературных журналов. В 1982 году журнал вернул себе исконное название.

## «Золотой век» журнала
Первый номер журнала вышел в разгар эпохи романтизма, 1 августа 1829 года. Основатели: Сегюр-Дюпейрон (Pierre de Ségur-Dupeyron) и Моруа (Prosper Mauroy). По недостатку средств они не могли довести своего начинания даже до конца первого года. В 1831 году Франсуа Бюлоз, бывший химик, приобрёл право на издание этого журнала и так упрочил его успех, что под конец жизни оно давало ему не менее 365 000 франков ежегодного дохода. Журнал скоро завоевал себе прочную репутацию и благодаря сотрудничеству многих академиков стал считаться преддверием Французской академии.
Концепция издания состояла в установлении культурного, экономического и политического моста между Америкой и Европой. Он начал выходить как литературно-художественный журнал, но затем всё большее место уделял вопросам философии и политики. В журнале в разное время сотрудничали виднейшие писатели и учёные: В. Гюго, Жорж Санд, О. Бальзак, А. Дюма, Альфред де Виньи, Шарль Сент-Бёв, Генрих Гейне, Эмиль Сувестр, Шарль Бодлер, Мари Блэйз де Бэри, И.Тэн, Ренан, Вогюэ, знакомивший французского читателя с шедеврами русской классической литературы, Франсуа Мориак, Шарль де Мазад, Эжен Лерминье, Блаз де Бюри и др.

## Редакторы
- 1831—1877 — Франсуа Бюлоз;
- 1877—1893 — Шарль Бюлоз, сын Франсуа Бюлоза,
- 1893—1906 — Фердинанд Брюнетьер, критик, член Французской академии, бывший сотрудником журнала с 1874 года, а с 1890 года секретарём редакции;
- 1907—1915 — академик Ф. Шарм;
- 1916—1937 — академик Рене Думик;
- 1937—1955 — академик Андре Шомекс[фр.];
- 1955—1966 — академик Клод-Жозеф Жинью[фр.];
- 1966—1970 — Жан Виньо;
- 1970—1991 — Жан Жодель;
- 1991—1995 — Жан Боторель;
- 1995—1999 — Бруно де Сессоле;
- 1999—2002 — Натали де Бодри д’Ассон;
- 2002—2014 — литературный критик Мишель Крепю[фр.];
- 2014 — наст. время — Валери Торанян.

Журнал насчитывает 5 тысяч подписчиков и издаётся общим тиражом около 8 тысяч экземпляров.